# Рокки 4
«Рокки 4» (англ. Rocky IV; название на DVD — «Рокки IV») — художественный фильм Сильвестра Сталлоне, вышедший в прокат в 1985 году.
Фильм стал самым прибыльным в истории франшизы. Он также в течение 24 лет был самым кассовым фильмом о спорте до выхода фильма «Невидимая сторона». Успех фильма поспособствовал появлению двух продолжений — «Рокки 5» (1990), а также «Крид 2» (2018) с возвращением Дольфа Лундгрена и Бригитты Нильсен. В России фильм был показан на телеканале НТВ в 1995 году.

## Сюжет
1985 год. После победы над Лэнгом и дружеского спарринга с Аполло Кридом Рокки возвращается домой в Филадельфию, для празднования дня рождения Поли и (почти) 9-летней годовщины свадьбы с Адрианой. В США прибывает абсолютный чемпион СССР среди любителей капитан Иван Драго (Дольф Лундгрен) с женой Людмилой, менеджером Николаем Колоффом и командой тренеров, возглавляемых Сергеем Римским. Римский показывает американским журналистам современное оборудование для тренировок Драго и предлагает увидеть небольшую часть советских достижений в деле усовершенствования человека, дабы просветить вашу страну на фоне всеобщего невежества. Могучий двухметровый тяжеловес Драго демонстрирует силу удара в 1850 фунтов на квадратный дюйм, что в несколько раз превосходит удар обычного боксёра. Охваченный волной патриотизма, Аполло Крид решает бросить вызов Драго. Рокки не одобряет эту идею но соглашается помочь другу. На пресс-конференции Аполло высмеивает Драго, едва не происходит потасовка.
Аполло устраивает более яркое шоу, чем при первой его встрече с Рокки, Джеймс Браун исполняет хит «Жить в Америке». Аполло перемещается вокруг противника нанося ему удары. Драго хладнокровно выжидав момент, наносит страшный удар, дезориентирующий Аполло и жестоко избивает его. В перерыве Рокки умоляет Аполло остановить бой, но Аполло выбивает из Рокки обещание не выбрасывать полотенце. Во втором раунде Драго загоняет противника в угол и избивает его. Уже после гонга, оттолкнув арбитра, Драго наносит несколько мощных ударов, Аполло падает на ринг. Драго спокойно заявляет журналистам: Умрёт так умрёт.
После похорон Аполло Рокки вызывает Драго на бой. Он не получит никаких денег, так как комиссия отказалась санкционировать этот бой, и вынужден отказаться от чемпионского титула, поскольку Драго расценивается как боксёр-любитель. Бой назначен в Москве, на Рождество.
Рокки и его команда: бывший тренер Аполло Тони «Дьюк» Эверс и Поли прилетают в СССР, где по его просьбе советские власти предоставили ему уединённый хутор. Рокки тренируется при помощи подручных средств, делает пробежки по горам, колет дрова. Повсюду его сопровождают агенты КГБ. В это время Драго тренируется на высокотехнологичном оборудовании и прибегает к инъекциям стероидов. К Рокки приезжает Адриана.
На поединке в Москве присутствуют члены Политбюро, старшие офицеры всех родов войск. Драго выходит на ринг под гимн Советского Союза. над рингом поднимается большой плакат с изображением Драго. Советский боксёр заявляет американцу: Я сломаю тебя. Первый раунд проходит с преимуществом Драго, но в конце второго раунда удар Рокки рассекает веко Драго. Тони говорит Рокки: Видишь, он не машина! Он человек! Иван Драго говорит в своём углу тренерам: Неправда. Он не человек. Он — кусок железа.
Бой превращается в откровенное побоище продолжающееся все пятнадцать раундов. Советские зрители удивлены стойкостью Рокки и начинают выкрикивать его имя. Разгневанный Колофф набрасывается на тренера: Ты тренировал этого дурака! Он — позор! а затем на самого Драго: Они болеют за него, идиот! Победи!!!. Драго поднимает его за воротник и бросает на зрителей, говоря: Я одержу победу… для себя… ДЛЯ СЕБЯ!!!…. В заключительном раунде силы Драго наконец истощаются, а Рокки, находит последние силы на могучие удары, нокаутируя противника.
Публика окружает Рокки, он говорит: Да, сегодня мы колотили друг друга на ринге, но это лучше чем если бы нас было двадцать миллионов (эту фразу ведущий переводит как: Это лучше, чем 20 миллионов долларов). Все зрители, включая членов Политбюро, стоя аплодируют ему, и он говорит, что если я смог измениться… и Вы смогли измениться, тогда все могут измениться!… Рокки передаёт поздравление с Рождеством своему сыну, сидящему дома у телевизора.

## В ролях
- Сильвестр Сталлоне — Рокки Бальбоа
- Карл Уэзерс — Аполло Крид
- Талия Шайр — Адриана Бальбоа
- Берт Янг — Поли Пеннино
- Тони Бёртон — Тони «Дюк» Эверс
- Дольф Лундгрен — Иван Драго
- Бригитта Нильсен — Людмила Драго
- Сильвия Милс — Мэри Энн Крид, жена Аполло
- Дэвид Ллойд Остин — Михаил Сергеевич Горбачёв
- Джеймс Браун — певец на шоу Аполло
- Анджело Бруно Кракофф — Роберт Бальбоа, сын Рокки
- Майкл Патаки[англ.] — Николи Колофф

## Производство

### Разработка и съёмки
Съёмки эпизодов в Советском Союзе проходили в Вайоминге. Небольшая ферма, где жил и тренировался Рокки, находилась в Джексон Хоул, а в Национальном парке Гранд-Титон снимались сцены на открытом воздухе в Советском Союзе. PNE Agrodome в Хэйстингс Парке в Ванкувере, Британская Колумбия, служил местом проведения сражения между Рокки и Драго в Москве.
Сильвестр Сталлоне заявил, что сцены обмена ударами между ним и Дольфом Лундгреном в первой части боя полностью аутентичны. Сталлоне хотел запечатлеть реалистичный поединок, и они с Лундгреном договорились, что будут проводить настоящий спарринг. Один особенно сильный удар Лундгрена в грудь Сталлоне привёл к удару сердца о грудную кость, что привело к опуханию сердца. Сталлоне, страдавший от затруднённого дыхания и артериального давления выше двухсот мм. рт. ст., был доставлен самолётом со съемочной площадки в региональный медицинский центр Сент-Джонс в Санта-Моника, Канада, где его отправили в реанимацию на восемь дней. Позже Сталлоне прокомментировал, что, по его мнению, Лундгрен обладал спортивными способностями и талантом, чтобы сражаться в профессиональном боксе в тяжёлом весе. Однако продюсер Винклер, описывая то же самое событие в своей автобиографии, заявил, что удар нанёс не Лундгрен: «Слай получил удар от заменяющего бойца и оказался в отделении неотложной помощи с опасным высоким кровяным давлением».
Кроме того, Сталлоне рассказывал, что Лундгрен чуть не вынудил Карла Уэзерса уйти во время съёмок «выставочного» боя Аполло против Драго. В какой-то момент во время съёмок сцены Лундгрен ударом отправил Уэзерса в угол боксёрского ринга. Уэзерс, выкрикивая ругательства в адрес Лундгрена, покинул ринг и заявил, что позвонит своему агенту и уйдёт из фильма. Только после того, как Сталлоне заставил двух актёров помириться, съёмки продолжились. Инцидент вызвал четырёхдневную остановку работы, после чего Уэзерса уговорили вернуться на съёмки, а Лундгрен согласился снизить свою агрессивность.
«Рокки 4» — один из немногих спортивных фильмов, в котором используются настоящие звуковые эффекты реальных ударов, реальные методы тренировки, созданные консультантами по боксу, и множество других новых спецэффектов. Признано, что фильм опередил своё время в демонстрации новаторского высокотехнологичного спортивного оборудования, часть которого была на то время экспериментальной и ещё около 20 лет была недоступна широкой публике. В 2012 году олимпийцы Майкл Фелпс и Райан Лохте отметили, что эпизоды тренировки в «Рокки 4» вдохновили их на использование хижины, аналогичной той, которую находчивый Бальбоа использовал в фильме.

### Подготовка к производству
Спортивный комментатор Стью Нэхен появляется в четвертый раз в серии в качестве комментатора боя Крида против Драго. Уорнер Вульф заменяет Билла Болдуина, который умер после съёмок в «Рокки 3» в качестве сокомментатора. В битве между Рокки и Драго комментаторы Бэрри Томпкинс и Аль Бандиеро изображают себя как телеведущих USA Network.
Жена Аполло Крида Мэри Энн (Сильвия Милс) во второй раз появилась в данном фильме, так как первым фильмом для неё был «Рокки 2». Будущая жена Сталлоне, Бриджит Нильсен, появилась как жена Драго, Людмила.
Робот Поли, персонаж, который на протяжении многих лет пользовался собственным культом, был создан компанией International Robotics Inc. в Нью-Йорке. Первым голосом робота был генеральный директор компании Роберт Дорник. Робот идентифицирован инженерами как «SICO» и был членом Гильдии киноактёров. Он гастролировал с Джеймсом Брауном в 1980-х. Робот был включён в фильм после того, как его использовали для лечения аутичного сына Сталлоне Сирджо.
Советский премьер в скайбоксе во время матча Рокки против Драго, которого играет Дэвид Ллойд Остин, сильно напоминает современного советского лидера Михаила Горбачёва. Позже Остин сыграл Горбачёва в «Голом пистолете» и других русских персонажей в других фильмах.

## Релиз

### Театральное
Премьера «Рокки 4» состоялась 21 ноября 1985 года в Вествуд, Лос-Анджелес.

### Судебные иски
Разработка сценария стала предметом известного иска об авторских правах «Андерсон против Сталлоне». Тимоти Андерсон разработал лечение, в точности напоминающее лечение в «Рокки 4» из сценария; после того, как студия решила не покупать его лечение, он подал в суд, когда получившийся сценарий фильма был похож на его лечение. Суд постановил, что Андерсон подготовил несанкционированное производное произведение персонажей, которых Сталлоне развил с «Рокки 1» по «Рокки 3», и таким образом, он не мог применить своё несанкционированное расширение истории против владельца авторских прав персонажей.

### Режиссёрская версия
В августе 2020 года Сталлоне объявил, что выпуск режиссёрской версии намечен к выпуску 27 ноября 2020 года в честь 35-летия фильма. В режиссерской версии будут представлены новые кадры спаринга Аполло и Драго. Продолжающееся редактирование в конечном итоге отодвинуло дату релиза, и Сталлоне закончил редактирование где-то в январе 2021 года. В целом к фильму было добавлено около 38 минут ранее неизданных кадров, включая значительные расширения как боевых сцен, так и похоронная сцена Аполло Крида. И наоборот, значительное количество отснятого материала было удалено, поскольку режиссерская версия длится 93 минуты по сравнению с 91 минутой оригинальной версии.
Самым заметным изменением в фильме является отсутствие робота Поли. «Робот навсегда отправится на свалку, больше никаких роботов!» — прокомментировал Сталлоне. Роберт Дорник, основатель International Robotics и автор голоса робота, прокомментировал, что Сталлоне вырезал все сцены с роботами в режиссёрской версии, чтобы сэкономить деньги на гонорарах, которые были переданы Дорнику в оригинальной версии.
Другие сцены из версии 1985 года, удаленные в новой версии, включают Бальбоа, празднующего годовщину свадьбы с Адрианой, и лидеры советского режима, аплодирующие Рокки за его речь после победы в финальном бою.
Версия не была выпущена 27 ноября 2020 года, хотя к февралю 2021 года Сталлоне заявил, что «вносит последние штрихи». 6 апреля 2021 года он объявил о завершении монтажа. Премьера фильма начнётся 11 ноября 2021 года, а в цифровом формате 12 ноября. Видео о «создании режиссёрской версии» было выпущено на YouTube за неделю до релиза режиссерской версии.

## Награды и номинации

### Награды
Кинопремия «Золотая малина»:
- Худший режиссёр — Сильвестр Сталлоне.
- Худший актёр — Сильвестр Сталлоне.
- Худшая женская роль второго плана — Бригитта Нильсен.
- Худшая новая звезда — Бригитта Нильсен.
- Худшая музыка к фильму — Винс Дикола.

Кинопремия Золотой экран:
- Лучший фильм

Маршалл трофей на фестивале кино в Нейпервилле:
- Лучшая мужская роль — Дольф Лундгрен

### Номинации
Кинопремия «Золотая малина»
- Худший фильм.
- Худший сценарий.
- Худшая мужская роль второго плана — Берт Янг.
- Худшая женская роль второго плана — Талия Шайр.

## Критика и отзывы
Фильм имеет 40%-ный рейтинг одобрения на Rotten Tomatoes на основе 48 рецензий, что указывает на неоднозначные отзывы. На Metacritic фильм получил 40 баллов из 100 на основе 13 рецензий, что указывает на «смешанные или средние отзывы».
Роджер Эберт дал фильму две звезды из четырех, заявив, что с этого фильма из серии о «Рокки» начала «окончательно терять свои ноги. Это был долгий путь, один хит за другим, но» Рокки IV — «это последний вздох, фильм настолько предсказуемый, что смотреть его всё равно, что смотреть один из тех старых ситкомов, где персонажи никогда не меняются, а одни и те же ситуации возникают снова и снова». Ян Натан, писавший для журнала «Empire», дал фильму две звезды из пяти, назвав сценарий фильма «смехотворной какашкой» и описав «Рокки IV» как «[фильм], где серия „Рокки“ бросила тень на доверие». Журнал Time писал, что фильму «не хватает даже примитивного саспенса».
Джин Сискел из The Chicago Tribune дал фильму 3,5 звезды из 4 и заявил в своем обзоре: «[Сталлоне] создаёт заслуживающих доверия злодеев, достойных его героического персонажа», однако с ним не согласилась коллега Кэрол Бассет: «За что этот фильм можно ругать, так это за постоянное и бесстыдное давление на зрителей с тем, чтобы они относились к русским и их правительству с презрением, жалостью и отвращением».
Во время поездки в США Кати Лычёвой с «миссией мира» в марте-апреле 1986 года советская пресса охотно печатала её дневниковые записи о гранях американской жизни, мало знакомых советскому читателю. Одна из этих записей была посвящена фильму «Рокки-4». Вот её текст:

Перед сном у нас было немного свободного времени, и мы с мамой включили в номере платный канал телевидения, чтобы посмотреть американский фильм «Рокки-IV». В программе было написано, что это фильм о советском боксёре. За десять дней путешествия по США я уже соскучилась по дому, и мне хотелось увидеть что-нибудь о советских людях. Зверское лицо актёра, который играл роль так называемого советского боксёра сначала испугало меня, а когда он убил на ринге американского спортсмена-негра, я убежала в спальню, бросилась на кровать и заплакала. Мне было обидно, что этот фильм так лживо и жестоко изображает нашу страну…

На следующий день в одном из телеинтервью я сказала: «В фильме „Рокки-IV“, который показывают по американскому телевидению, нет ни слова правды о Советском Союзе. У советских людей даже лиц таких не бывает. Мне стыдно за тех взрослых, которые сделали этот фильм. Я поняла, что те, кто разжигает ненависть к нашим людям — это и есть первые враги мира на Земле».
В 2020 году журнал Maxim поставил фильм на 8-е место в списке «12 самых бредовых фильмов про Россию», отметив, что «кино срывает злобу на самых неприятных, предгорбачёвских советских реалиях. <…> Советские спортивные и партийные аппаратчики отображены в фильме с невероятным ядом и злобой».
По мнению культуролога Хоакина Саравиа, фильм обращается к христианской дихотомии о добре и зле; Аполло Крид в костюме народного героя спускается на ринг подобно ангелу, а адский образ Ивана Драго олицетворяет «вселенский ужас — его огромная тень, гигантский плакат (отсылка к большим полотнам со Сталиным и Лениным на съездах КПСС), кровавое море советских флагов в зале». Кинокритик Дэйв Кехр сравнил такие приёмы с кинопропагандой Гитлера: «Фильм набит приёмами Лени Рифеншталь, он создает патриотическое безумие. И всё же безумное размахивание флагом было бы намного легче принять, если бы это не был явно коммерческий расчёт».